# 結城よしを
結城 よしを（ゆうき よしを、1920年 - 1944年9月13日）は、日本の童謡詩人。童謡『ないしょ話』（山口保治作曲）の作詞者であるが、童謡が広く知られているのに対し、作詞者の知名度は高くない。
生涯で5000曲を超える童謡を作詞し、そのうち30数曲がレコード化されている。
本名は結城 芳夫（ゆうき よしお）。

## 経歴
歌人・結城健三と妻・えつの長男として山形県東置賜郡宮内町（現在の南陽市）で生まれる。父の仕事の都合で鶴岡町（現在の鶴岡市）、酒田町（現在の酒田市）へ移り、1930年より山形市内に移り住む。1934年に山形市立第四尋常高等小学校（現在の山形市立第四小学校）高等科を卒業すると「好きな本が読める」という理由から山形市内の八文字屋書店で住み込みの店員となる。この頃から童謡、童話を新聞や雑誌に盛んに投稿するようになり、毎号のように作品が掲載された。
1938年に仲間と童謡誌『おてだま』を創刊する。この頃の結城は毎日2、3編の童謡を作り、月に50編から60編を作るのが普通であった。また、1939年には自作の童謡をレコードに吹き込むこともしている。
結城は「なぜ童謡を作るのか」と問われた際に「私は子どもが好き、絵本が好きだ。絵本を見ていると夢の世界にいるようなほほえましい感情があふれて、すぐ童謡を作ってみたくなる」、「楽しいから、うれしいから、思い出があるから童謡を作るのだ」と答えている。
1939年に『ないしょ話』がキングレコードからレコード化される。『ないしょ話』の他にも、34曲の童謡がレコーディングされることになった。
1941年、軍隊に教育召集され、弘前第20部隊に配属された。野砲兵として輸送船の護衛にあたる。結城は軍務のかたわら、ノートの切れ端や通信紙などに鉛筆で童謡を書いては父へと送っていた。これらは約500編ほどになる。
1944年、南方輸送船団護衛の任務のためニューギニア島に転戦した結城はパラチフス熱に罹患し、小倉衛戍病院（小倉陸軍病院、現在の国立病院機構小倉医療センター）に搬送されるも、同年9月13日に死去した。最期の言葉は「ボクの童謡集を出版してください」だったとされる。
1947年、父により童謡集『野風呂』が発行され、1968年には軍隊時代の手記の一部を『月と兵隊と童謡 若き詩人の遺稿』として三省堂新書から刊行された。
1990年に熊野神社境内にあった父・健三の歌碑の側に『ないしょ話』の碑が建てられ、親子文学碑となった。
2007年に発表された日本の歌百選には『ないしょ話』が選定されている。

## 歌碑
山形県内には、いくつかの歌碑が建立されている。
- 霞城公園内山形市児童文化センター前
- 山形市蔵王 - 結城健三に師事した船橋弘が結城健三とよしをの親子文学碑を建立している[2]。
- 熊野神社（南陽市） - 上述。
- 宮内駅前 - 『ないしょ話』と病床の結城を悲しんだ母・えつが詠んだ短歌を刻んだ碑がある[1]。
- 赤湯駅西口通り - よしをと弟・ふじをの童謡碑6基がある[1]。